# Braga Netto
Walter Souza Braga Netto GCMM • GCRB • GCMD (Belo Horizonte, 11 de março de 1957) é um militar da reserva e político brasileiro, filiado ao Partido Liberal (PL). Foi ministro-chefe da Casa Civil do Brasil, de 2020 a 2021, e ministro da Defesa, de 2021 a 2022, durante o governo Jair Bolsonaro. No Exército Brasileiro, alcançou o posto de General de Exército, o mais alto da hierarquia da Força em tempos de paz.
Entre fevereiro de 2018 e janeiro de 2019, chefiou a Intervenção Federal no Estado do Rio de Janeiro decretada pelo governo Michel Temer. Foi Comandante Militar do Leste até fevereiro de 2019, quando foi designado para assumir a chefia do Estado-Maior do Exército. Nas eleições de 2022, foi candidato a vice-presidente da República na chapa de Jair Bolsonaro. Em 2023, foi condenado pelo Tribunal Superior Eleitoral (TSE) por abuso de poder político e econômico, ficando inelegível por 8 anos. 
Em 19 de novembro de 2024, veio a público uma investigação da Polícia Federal em que é suspeito de participação, junto com outros ex-integrantes do governo Bolsonaro, em um plano de golpe de Estado que incluiria o assassinato de Luiz Inácio Lula da Silva, Geraldo Alckmin e Alexandre de Moraes, respectivamente, na época, presidente eleito, vice-presidente eleito e presidente do Tribunal Superior Eleitoral. Em 21 de novembro de 2024, Braga Netto foi indiciado formalmente pela Polícia Federal.
Em 14 de dezembro de 2024, foi preso pela Polícia Federal sob a acusação de obstrução de justiça nas investigações relacionadas à tentativa de golpe de Estado, sendo apontado como responsável por tentar acessar dados sigilosos da delação premiada do ex-ajudante de ordens de Jair Bolsonaro, Mauro Cid.

## Carreira militar
Praça de 17 de fevereiro de 1975, ingressou na Academia Militar das Agulhas Negras (AMAN) onde, em 14 de dezembro de 1978, foi declarado aspirante-a-oficial da arma de cavalaria. Foi promovido a 2º tenente em 31 de agosto de 1979, a 1º tenente em 25 de dezembro de 1980 e a capitão em 25 de dezembro de 1984.

### Oficial superior
Já tenente-coronel, foi assessor da Subsecretaria de Programas e Projetos da Secretaria de Assuntos Estratégicos da Presidência da República. Em 2 de fevereiro de 2001, foi nomeado oficial de Gabinete do então comandante do Exército, Gleuber Vieira.
Em 9 de julho de 2001, foi nomeado comandante do 1.º Regimento de Carros de Combate (1º RCC), ainda sediado no Rio de Janeiro. Foi promovido a coronel em 18 de dezembro de 2001.
Foi nomeado adido de Defesa e do Exército junto à Embaixada do Brasil na Polônia, cargo que exerceu a partir de 1º de fevereiro de 2005 até 1º de fevereiro de 2007.
Entre 2005 e 2006, foi adido militar do Brasil na Polônia.

### Oficial general
Promovido a general de brigada em novembro de 2009, foi nomeado chefe do Estado-Maior do Comando Militar do Oeste em 23 de novembro.
Em 2011, foi designado adido militar do exército junto à Embaixada do Brasil nos Estados Unidos da América, também credenciado junto ao Canadá.
Em 31 de março de 2013, voltou dos Estados Unidos para virar diretor de Educação Superior Militar no Rio de Janeiro, em seguida foi promovido a general de divisão. Em 21 de agosto, foi nomeado coordenador geral da assessoria especial dos Jogos Olímpicos e Paralímpicos do Rio de Janeiro em 2016. Em 25 de novembro de 2015 assumiu o comando da 1.ª Região Militar, cargo que exerceu de 24 de novembro de 2015 a 27 de julho de 2016.
Em 31 de julho de 2016, foi promovido a general de exército e nomeado comandante Militar do Leste, cargo que exerceu de 23 de setembro de 2016 a 26 de abril de 2019.
Em 16 de fevereiro de 2018, foi nomeado pelo presidente Michel Temer como interventor federal na Secretaria de Segurança do Rio de Janeiro, sendo a primeira vez na história do Brasil que foi decretada uma intervenção federal para aquele estado. Segundo o decreto de nomeação, Braga Netto recebeu o status de governador, respondendo diretamente ao governo federal, podendo reestruturar toda a área de segurança pública fluminense. O decreto estabeleceu a data de 31 de dezembro para ser encerrada a intervenção. Ao longo dos dez meses, ficou provada a ineficácia da operação e o aumento da violência. De janeiro a junho foi registrado o maior número de mortes por intervenção policial nos últimos vinte anos.
Braga Netto foi chefe do Estado-Maior do Exército, de 28 de abril de 2019 a 13 de fevereiro de 2020.
Em 29 de fevereiro de 2020, foi transferido para a reserva.

## Carreira política

### Ministro do Governo Bolsonaro
Em 14 de fevereiro de 2020 foi nomeado ministro-chefe da Casa Civil da Presidência da República no governo de Jair Bolsonaro, cargo que assumiu em 18 de fevereiro de 2020. Braga Netto ocupou o lugar de Onyx Lorenzoni. Foi a primeira vez desde a ditadura militar, de 1964 a 1985, que um militar ocupa esse cargo, o mais alto cargo político indicado no governo. O general permaneceu nessa função até 29 de março de 2021, quando foi substituído pelo general Luiz Eduardo Ramos e designado ministro da Defesa. Braga Netto era um dos ministros mais próximos de Jair Bolsonaro. Foi indiciado pelo relatório da CPI da Covid-19 pelo tempo que era coordenador do Centro de Coordenação das Operações do Comitê de Crise da Covid-19. Braga Netto diz ser um engano e que tem documentos que provam sua inocência.

### Eleições presidenciais de 2022
Em 26 de junho de 2022, o presidente da República Jair Bolsonaro declarou em uma entrevista ao canal no YouTube do Programa 4x4, que iria indicar Braga Netto para ser seu vice na chapa presidencial nas eleições presidenciais de 2022.
A chapa Bolsonaro-Braga Netto recebeu 49,10% dos votos válidos (58,2 milhões de votos) no segundo turno, sendo derrotada pela chapa de Luiz Inácio Lula da Silva e Geraldo Alckmin, que recebeu 50,90% dos votos válidos (60,3 milhões de votos).

### Inelegibilidade
No dia 31 de outubro de 2023, o ex-ministro foi condenado pelo Tribunal Superior Eleitoral, que considerou Braga Netto como inelegível por 8 anos de 2022 até 2030, assim como o ex-presidente Jair Bolsonaro. Ambos foram condenados por acusações de abuso de poder político e econômico pela realização de ato de campanha durante as manifestações do Bicentenário da Independência do Brasil.

### Investigação por tentativa de golpe de Estado e de assassinatos políticos
A Polícia Federal deflagrou no dia 8/2/2024 a Operação Tempus Veritatis para apurar organização criminosa que atuou na tentativa de golpe de Estado e abolição do Estado Democrático de Direito, para obter vantagem de natureza política com a manutenção do então presidente da República no poder. Braga Netto foi um dos 33 alvos de busca e apreensão.
Em 19 de novembro de 2024, a Polícia Federal deflagrou a Operação Contragolpe, que envolveu a prisão do general de brigada Mario Fernandes, mais outros quatro militares de elite do Exército, os chamados "kids pretos", suspeitos de um plano denominado "Punhal Verde e Amarelo" para assassinar Luiz Inácio Lula da Silva, Geraldo Alckmin e Alexandre de Moraes em 15 de dezembro de 2022. De acordo com a PF, o plano teria sido discutido na residência de Braga Netto. Mauro Cid confirmou posteriormente esse fato.

#### Indiciamento e prisão
Em 21 de novembro de 2024, foi indiciado junto a Jair Bolsonaro e ex-integrantes de seu governo por tentativa de abolição violenta do estado democrático de direito, tentativa de golpe de estado e organização criminosa.
Em 14 de dezembro de 2024, Braga Netto foi preso pela Polícia Federal sob a acusação de obstrução de justiça no âmbito das investigações sobre a tentativa de golpe de Estado. A prisão foi motivada pela suspeita de que Braga Netto teria buscado acessar dados sigilosos da delação premiada do ex-ajudante de ordens Mauro Cid. Segundo relatório da PF, foi encontrado na mesa de um assessor do general, na sede do PL, um documento contendo perguntas e respostas relacionadas à colaboração premiada, com indicações de que as respostas teriam sido elaboradas pelo próprio delator. A PF declarou que as ações de Braga Netto configuraram tentativa de interferência na produção de provas. O depoimento de Mauro Cid foi considerado decisivo para a investigação e para a expedição do mandado de prisão.
Apesar da prisão preventiva, Braga Netto foi mantido no Comando da 1ª Divisão de Exército, no Rio de Janeiro, no quarto do comandante da unidade. O cômodo tem armário, frigobar, televisão, ar-condicionado e banheiro exclusivo.
Em 19 de dezembro, a deputada federal Luciene Cavalcante (PSOL-SP) acionou o Tribunal de Contas da União para pedir a suspensão do pagamento da aposentadoria de Braga Netto até a conclusão das investigações e o julgamento das ações penais.
No dia 18 de fevereiro de 2025, o PGR apresentou denúncia contra Bolsonaro e outras pessoas, com base no relatório da PF sobre o caso. Braga Netto foi acusado de golpe de estado, abolição violenta do Estado Democrático de Direito e organização criminosa.

## Desempenho eleitoral
| Ano  | Eleição                | Partido | Cargo                                        | Votos      | %                 | Resultado  | Ref    |
| ---- | ---------------------- | ------- | -------------------------------------------- | ---------- | ----------------- | ---------- | ------ |
| 2022 | Presidencial no Brasil | PL      | Vice-presidente Titular: Jair Bolsonaro (PL) | 51.072.345 | 43,20% (1º Turno) | Não eleito | [ 43 ] |
| 2022 | Presidencial no Brasil | PL      | Vice-presidente Titular: Jair Bolsonaro (PL) | 58.206.354 | 49,10% (2º Turno) |            | [ 43 ] |

## Condecorações
- Medalha de Serviço Amazônico: Passador de Bronze (1998)[44]
- Medalha Mérito Santos Dumont (1998)[45]
- Medalha do Pacificador (2000)
- Ordem do Mérito Militar: Cavaleiro ordinário (2003),[46] Oficial (2006),[47] Comendador (2009),[48] Grande-Oficial (2013),[49] Grã-Cruz (2016)[3]
- Ordem do Mérito Aeronáutico: Oficial (2006), Grande-Oficial (2016)
- Medalha Marechal Osório - O Legendário (2009)
- Ordem do Mérito da Defesa: Oficial (2009), Comendador (2015),[50] Grã-Cruz suplementar (2020)[2]
- Legião do Mérito (2013)[4]
- Medalha Zwyciestwa-Spk Stowarzyszenie Polskich Kombatantow (2013)[51]
- Medalha Militar de Ouro com passador de platina (2015)[52]
- Ordem do Mérito Naval: Grande Oficial (2015)
- Medalha Mérito Tamandaré (2015)
- Colar do Mérito Judiciário do Tribunal de Justiça do Estado do Rio de Janeiro (2016)
- Ordem de Rio Branco: Grã-Cruz suplementar (2019)[1]
- Medalha Mérito Estado-Maior Conjunto das Forças Armadas (2019)[53]